# جاش اتکینسون
جاش اتکینسون (انگلیسی: Josh Atkinson; ۲۸ مارس ۱۹۰۲ – ۱۹۸۳ (۸۰−۸۱ سال)) بازیکن فوتبال اهل بریتانیا بود.
از باشگاه‌هایی که در آن بازی کرده‌است می‌توان به باشگاه فوتبال بارنزلی، باشگاه فوتبال فلیتوود، باشگاه فوتبال لیدز یونایتد، و باشگاه فوتبال بلکپول اشاره کرد.